# Syndroom van Aicardi-Goutières
Het syndroom van Aicardi-Goutières is een genetische aandoening waarbij de hersenen verkalken. De aandoening is ongeneeslijk en zeldzaam. Echter, de symptomen kunnen behandeld worden en de verslechtering kan worden vertraagd.
Het syndroom van Aicardi-Goutieres werd oorspronkelijk beschreven door Jean Aicardi en Françoise Goutières in 1984. Door hun studie werd het geplaatst onder "Cree encephalitis" en "pseudo-TORCH syndrome" en wordt gecatalogiseerd onder leukodystrofie. Later werk verbond het syndroom van Aicardi-Goutières met het chromosoom 3p21 en suggereerde dat de twee, samen met de pseudo-TORCH-syndroom dezelfde aandoening waren.
Het syndroom van Aicardi-Goutières is zeer zeldzaam, er zijn slechts ongeveer 50 gevallen beschreven. Mede daarom is er geen geld voor onderzoek uit reguliere fondsen beschikbaar.

## Nederland
In Nederland is ten minste één geval bekend. In 2005 kwam de aandoening in het nieuws doordat zanger en kroegbaas Hessel van der Kooij een benefietconcert gaf waarbij ruim € 100.000 werd opgehaald. Het concert was bedoeld voor een kleine jongen van zes jaar die aan de aandoening leed. Door deze aandoening verkalkten de hersenen van het jongetje, wat er uiteindelijk toe leidde dat hij het contact met de wereld om zich heen verloor. Kinderarts/immunoloog T. Kuijpers van het Academisch Medisch Centrum (AMC) in Amsterdam kon hiermee drie jaar onderzoek naar de ziekte doen.